# NMC (motorfiets)
NMC was een klein Japans motorfietsmerk dat tussen 1951 en 1965 123- en 173 cc tweetakten produceerde.